# Yulieski Gurriel
Artikeln följer den spanska namnseden; faderns efternamn är Gurriel och moderns efternamn Castillo.

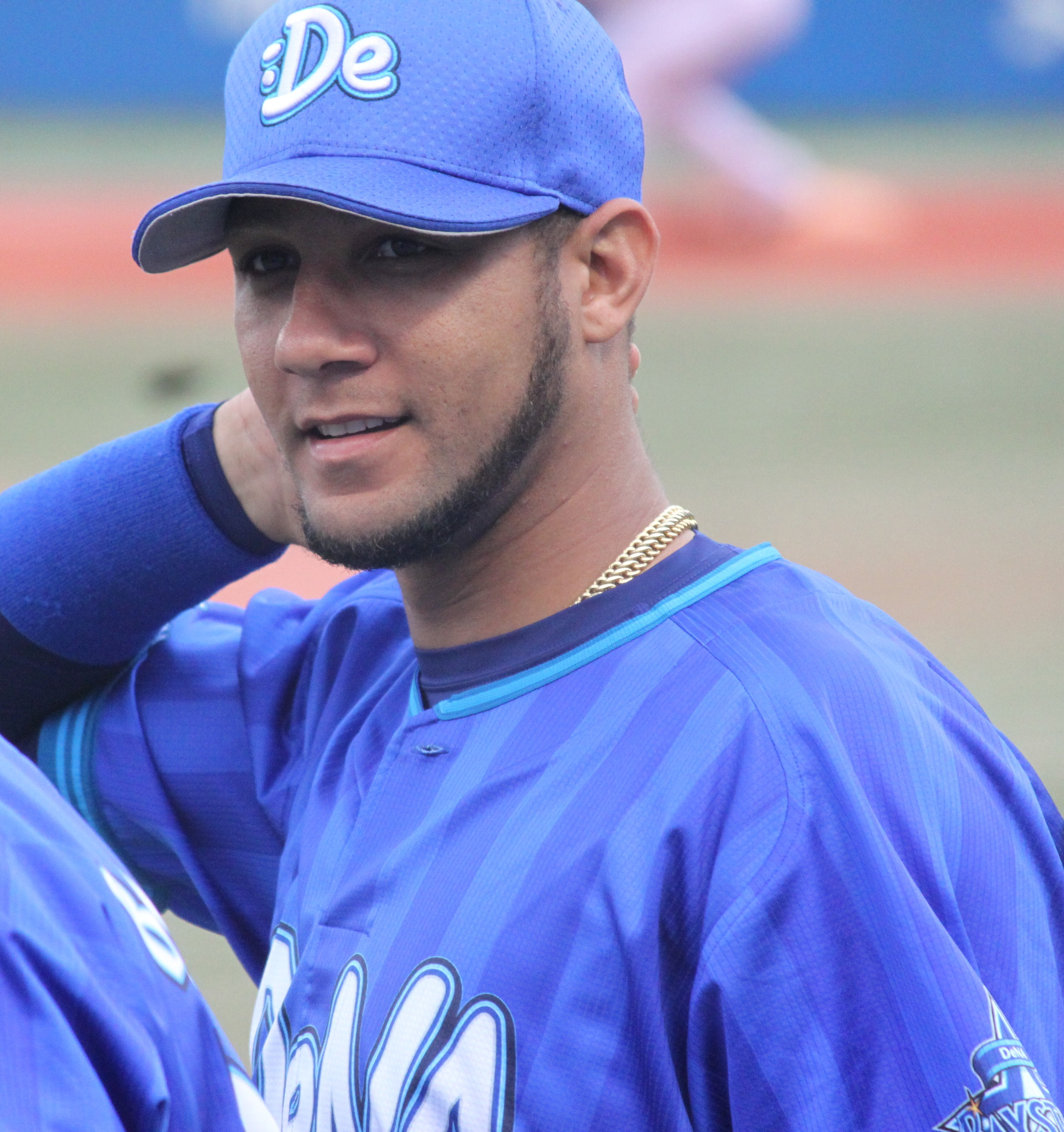
Gurriel i Yokohama DeNA BayStars dräkt 2014.

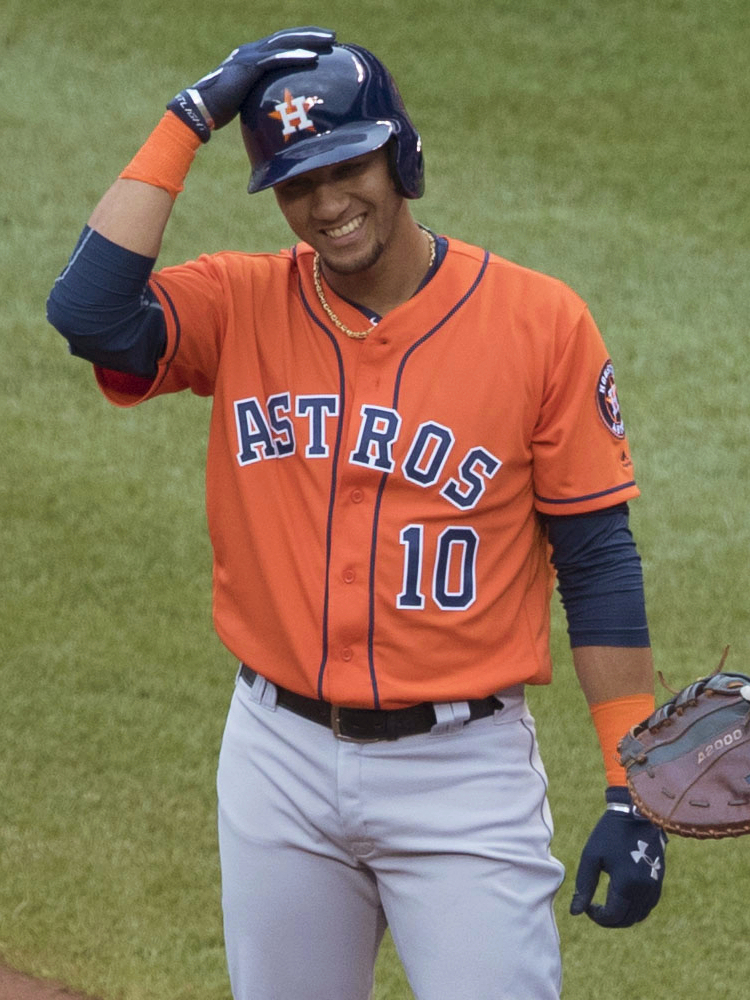
Gurriel i Houston Astros dräkt 2016.

Yulieski Gurriel Castillo (efternamnet tidigare stavat Gourriel), född den 9 juni 1984 i Sancti Spíritus, är en kubansk professionell basebollspelare som spelar för Houston Astros i Major League Baseball (MLB). Gurriel är främst tredjebasman.
Gurriel har länge ansetts vara en av Kubas bästa basebollspelare.
Gurriel är son till den före detta storspelaren Lourdes Gurriel och bror till Lourdes Gurriel Jr.

## Karriär

### Serie Nacional de Béisbol
Gurriel debuterade i Serie Nacional de Béisbol (SNB) för Sancti Spíritus säsongen 2001/02 vid bara 17 års ålder. Säsongen 2004/05 var han bäst i ligans grundserie avseende poäng (80) och hits (126). Året efter var han ännu mer framgångsrik och var bäst avseende bland annat homeruns och RBI:s (inslagna poäng). Båda säsongerna utsågs han till ligans mest värdefulla spelare (MVP).
Inför säsongen 2013/14 bytte Gurriel klubb till Industriales i Havanna på grund av att han skulle få vara nära sin sjuka far Lourdes Gurriel. Han gjorde en bra säsong och kom tvåa i omröstningen till ligans MVP.

### Nippon Professional Baseball
Efter 2013/14 års säsong fick Gurriel, som en av de första spelarna från Kuba, tillstånd att spela utomlands och han skrev på ett ettårskontrakt med Yokohama DeNA BayStars i japanska Nippon Professional Baseball (NPB). Han hade sökt tillstånd till spel utomlands även året innan, men då inte fått något. Under debutsäsongen i NPB spelade han 62 matcher och hade ett slaggenomsnitt på 0,305, elva homeruns och 30 RBI:s. Han spelade i Kuba under vintern 2014/15.

### Major League Baseball
I februari 2016 hoppade Gurriel tillsammans med brodern Lourdes Gurriel Jr av från Kuba och gjorde klart att han önskade spela i Major League Baseball (MLB). Efter att ha visat upp sig för flera klubbar skrev han i juli på för Houston Astros. Han spelade sig snabbt upp genom Astros farmarklubbssystem och gjorde sin MLB-debut den 21 augusti. Under resten av säsongen spelade han 36 matcher med ett slaggenomsnitt på 0,262, tre homeruns och 15 RBI:s. Under den följande säsongen deltog han i 139 matcher under grundserien och höjde sitt slaggenomsnitt till 0,299 samtidigt som han hade 18 homeruns och 75 RBI:s. I slutspelet gick Astros hela vägen och vann World Series. Gurriel hade i slutspelet ett slaggenomsnitt på 0,304, två homeruns och åtta RBI:s.
2018 hade han liknande siffror – 0,291 i slaggenomsnitt, 13 homeruns och 85 RBI:s. I slutspelet nådde Astros finalen i American League, ALCS, men föll mot Boston Red Sox. Gurriels slaggenomsnitt i slutspelet var 0,226 och han hade en homerun och tre RBI:s.

### Internationellt
Gurriel tog guld för Kuba vid olympiska sommarspelen 2004 i Aten. Han tog även silver vid olympiska sommarspelen 2008 i Peking.
Gurriel representerade även Kuba vid World Baseball Classic 2006, 2009 och 2013. 2006, när Kuba kom tvåa i turneringen, spelade han åtta matcher och hade ett slaggenomsnitt på 0,273, två homeruns och sex RBI:s, 2009 spelade han sex matcher och hade ett slaggenomsnitt på 0,333, två homeruns och sex RBI:s och 2013 spelade han sex matcher och hade ett slaggenomsnitt på 0,280, en homerun och fyra RBI:s. 2006 utsågs Gurriel till turneringens all star-lag.